# 穂坂優子
穂坂 優子（ほさか ゆうこ、1976年12月12日 - ）は、日本の女優、女性歌手、ファッションモデル。山梨県出身。身長172cm。血液型はB型。
活動時の所属事務所はSRプロモーション。

## 略歴
ファッション雑誌を経て、1993年「Hiromichi Nakano」のファッションショーでモデルデビュー。数々のファッションショーやイベントを経験する。1996年にはシングル『Little by Little』がテレビドラマ「ロングバケーション」の挿入歌に抜擢され、メジャーデビューを果たす。
その後、舞台・映画・ドラマ・CMなどに出演。2000年から2004年までは、ミュージカル　『美少女戦士セーラームーン』6代目冥王せつな／セーラープルート役を演じる。
2004年は充電期間とし休業していた。その後の活動は不明。

## 主な出演作品

### テレビドラマ
- ハートにS （1995年8月14日、フジテレビ）
- 土曜ワイド劇場　混浴露天風呂連続殺人（21）

『五浦温泉〜那須殺生石〜塩原もみじ谷大吊橋　封印された親娘の謎　温泉刑事トリオVS混浴女子大生　聖域なき秘湯ツアー』（2001年12月15日、テレビ朝日系）  - 森本秋子 役

### 映画
- 花より男子 （1995年8月19日公開、東映） - バレー部の生徒 役

### 舞台
- ミュージカル　『美少女戦士セーラームーン』（2000年7月 - 2004年1月、サンシャイン劇場 他） -  冥王せつな／セーラープルート 役  　 ※6代目

## ディスコグラフィ

### シングル
1. Little by Little　（1996年5月発売）

### アルバム
1. WWW　（1996年11月発売）